# 응우옌응옥꽝띤
응우옌응옥꽝띤(베트남어: Nguyễn Ngọc Quang Tĩnh / 阮玉光靜 완옥광정, 1817년 ~ 1844년 11월 26일)은 응우옌 왕조의 황족이다. 민망 황제의 5번째 딸로, 생모는 귀인(貴人) 르엉티응우옌(梁氏願)이다.

## 생애
자롱 16년(1817년), 후에 황성에서 태어났다. 어릴 적에 매우 총명하고 슬기로웠으며, 조용하고 말수가 적었다.
티에우찌 3년(1843년), 협변대학사(協辦大學士) 호앙낌싼(黃金燦)의 아들인 부마도위(駙馬都尉) 호앙께비엠과 혼인하였다. 부부 간의 관계가 화목하였으나, 오래 가지 못하였다.
티에우찌 4년 음력 10월 17일(1844년 11월 26일), 사망하니 향년 28세였다. 향라공주(베트남어: Hương La Công Chúa / 香羅公主)로 추봉되었고, 시호를 휘민(徽敏)이라고 하였다.
호앙께비엠은 이후 동각대학사(東閣大學士)로 승진하였으며, 적충자(迪忠子)로 봉해진 뒤 치사하였다.

## 참고 문헌
- 《대남식록》정편(正編) 열전(列傳) 2집(二集) 권9(卷九)